# Nouvel hôtel de ville de Prague
Le Nouvel hôtel de Ville de Prague (en tchèque: Novoměstská radnice) est un édifice de style Art nouveau situé sur Mariánské náměstí (place de la Vierge Marie) dans le centre de la Vieille Ville de Prague. Depuis 1945, il a été le siège du Conseil municipal de Prague et du Maire de la Ville de Prague. 

## Histoire
Le bâtiment se trouve sur le côté est de la place de la Vierge Marie, en face du complexe de bâtiments Clementinum. L'endroit a autrefois abrité une église romane jusqu'en 1798. En 1904, le conseil municipal a annoncé un concours pour la conception d'un nouveau Radnice (hôtel de ville). L'architecte Osvald Polívka a été annoncé gagnant en 1906. Le nouveau Radnice a été construit en 1908 – 1911 en style Art Nouveau. Il y a eu quelques changements au cours de la construction, lorsqu'il a été réalisé que la surface de plancher devait être augmentée et que l'Empereur-Roi avait aussi un droit de regard sur le style.

## Description

Schéma d'un Ascenseur Pater Noster

Le bâtiment est décoré de sculptures et de reliefs par Stanislav Sucharda, Josef Mařatka et Ladislav Šaloun. Les sculptures de Saloun sont sur les coins de l'édifice, il est le même sculpteur qui a créé l'emblématique Mémorial de Jan Hus.
Le bâtiment a été conçu comme un bureau des impôts et des finances et a été équipé d'ascenseurs Pater noster, qui étaient très modernes à l'époque. Il y avait deux ascenseurs conçus par John Prokopec. Depuis les années 1970, il n'y a eu plus qu'un seul ascenseur, qui date de cette décennie. Cet ascenseur couvre les quatre étages.
Sur le mur de l'escalier principal menant à la salle de l'assemblée, il y a une plaque commémorative pour Milada Horáková par le sculpteur Jaroslava Lukešová. Horáková était une femme politique de la ville, qui s'était opposée à la fois aux nazis et aux communistes. Elle a été exécutée après un procès politique en 1952.
Le Nouvel hôtel de Ville est le siège du gouvernement local, et contient des résidences pour le maire et d'autres officiels de la ville. En plus du maire de la Ville de Prague, les membres du Conseil municipal de Prague et certains ministères y tiennent aussi leurs rencontres.

## Images

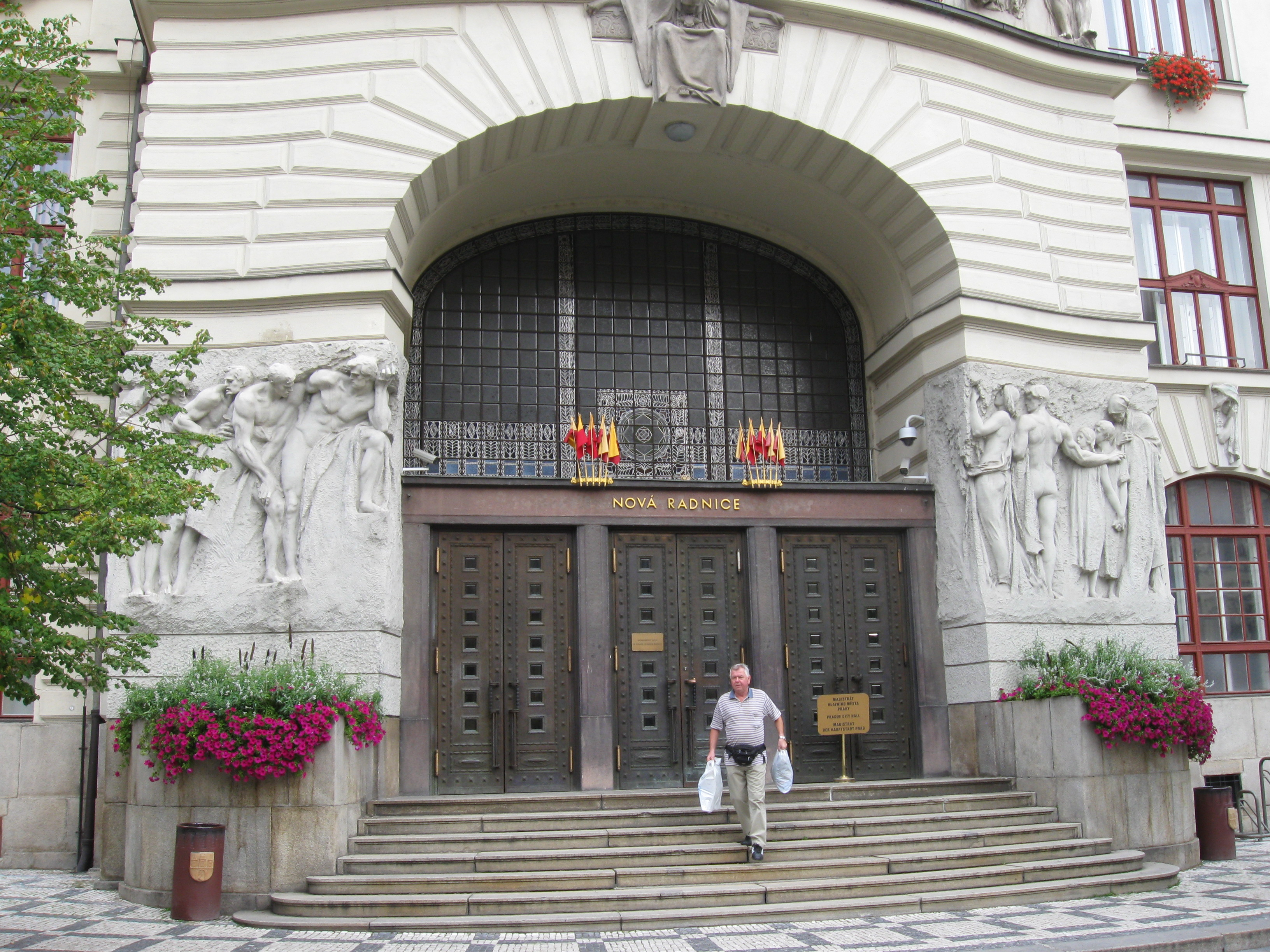
Le seuil avec les groupes sculpturaux de Stanislav Sucharda
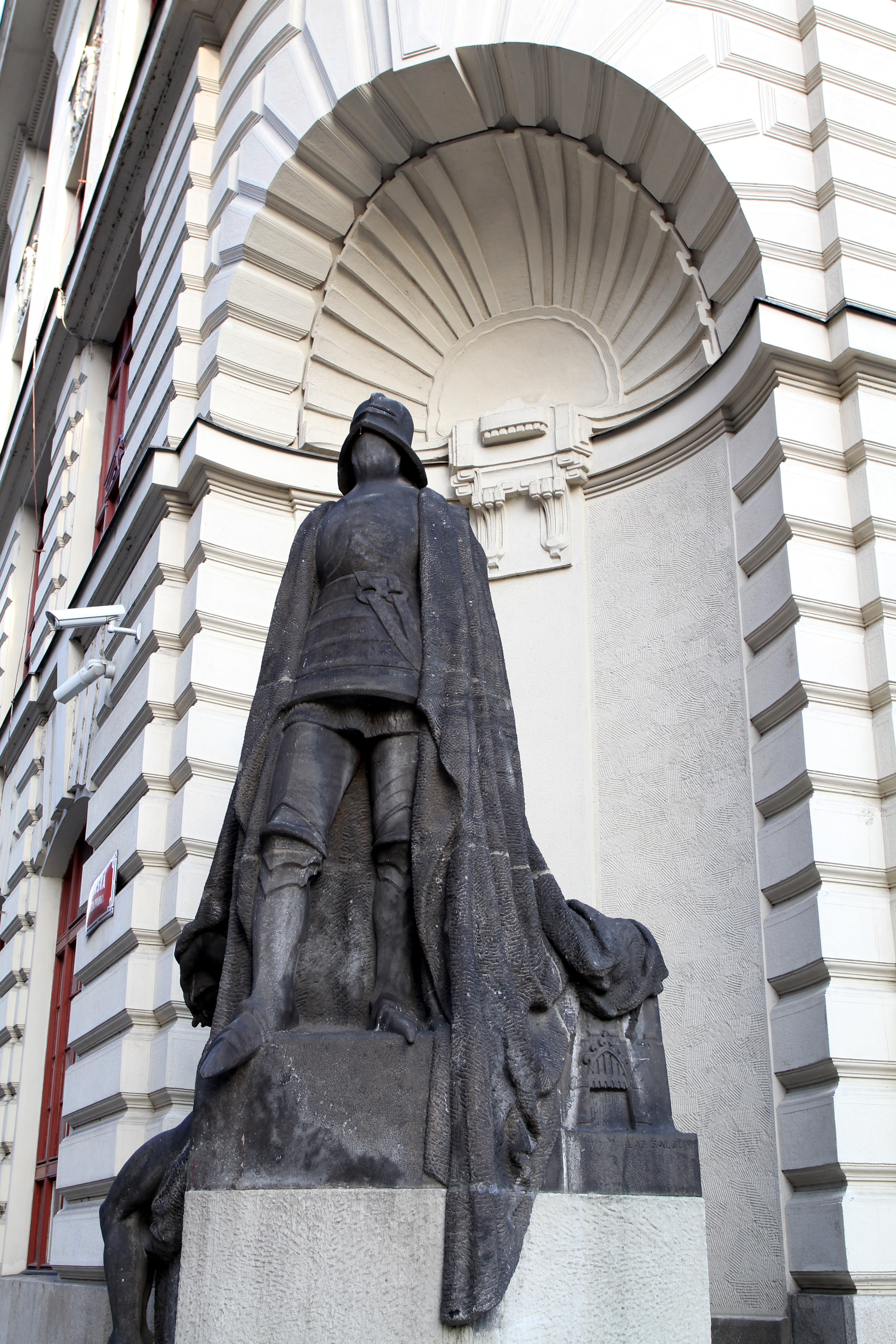
Le Chevalier de Fer, du sculpteur Ladislav Šaloun
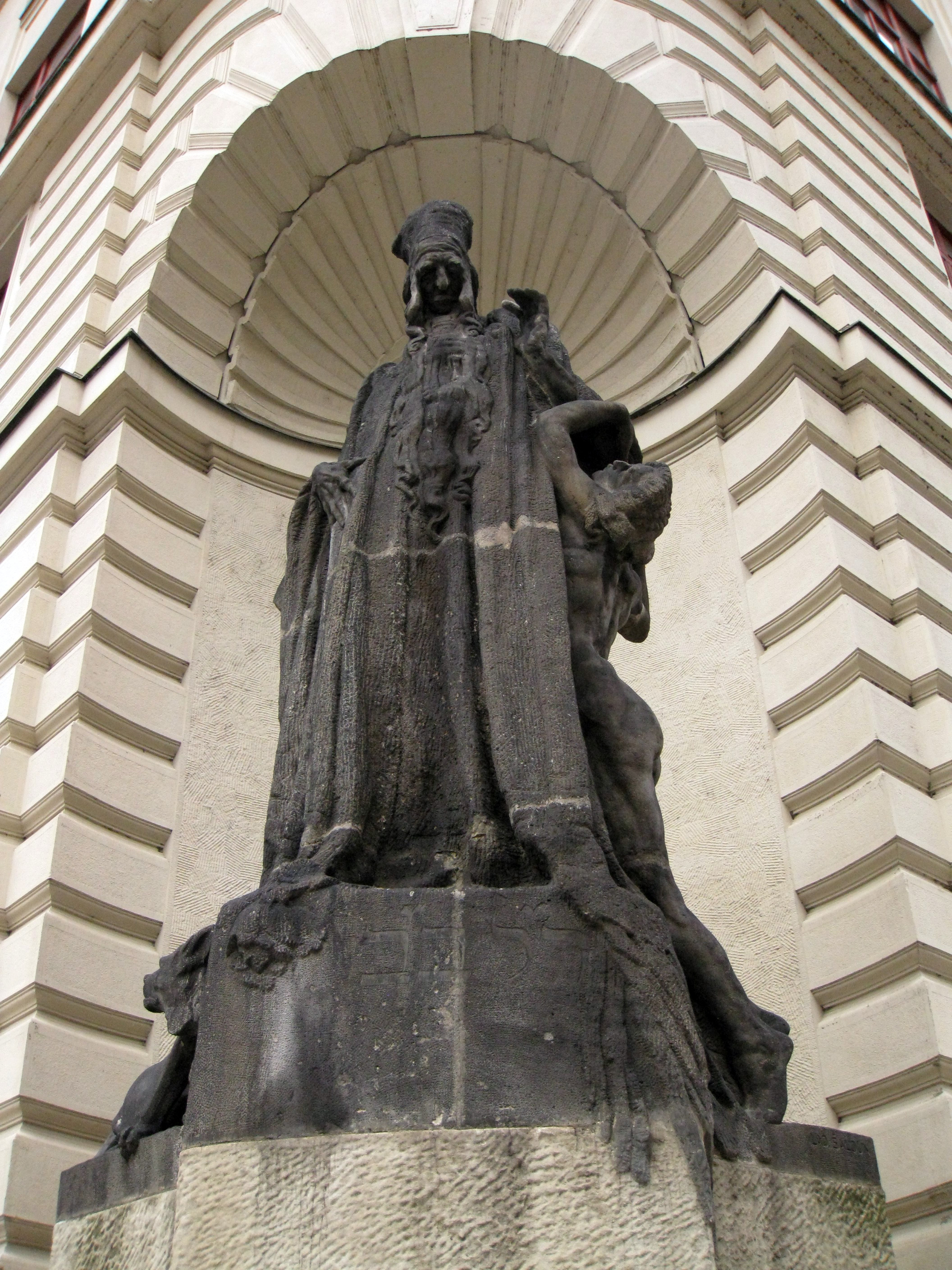
Le rabbin Lowe, également du sculpteur Ladislav Šaloun
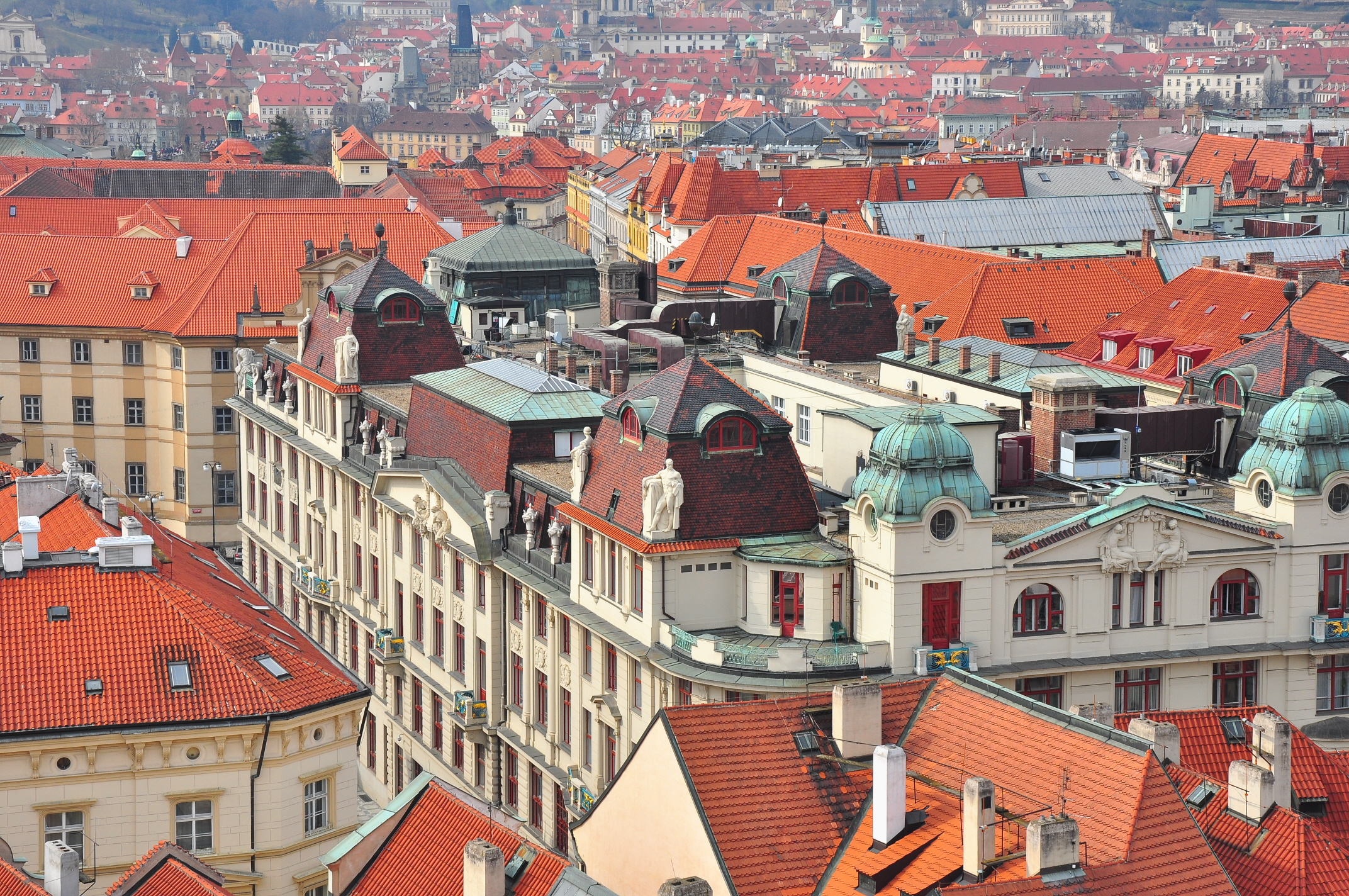
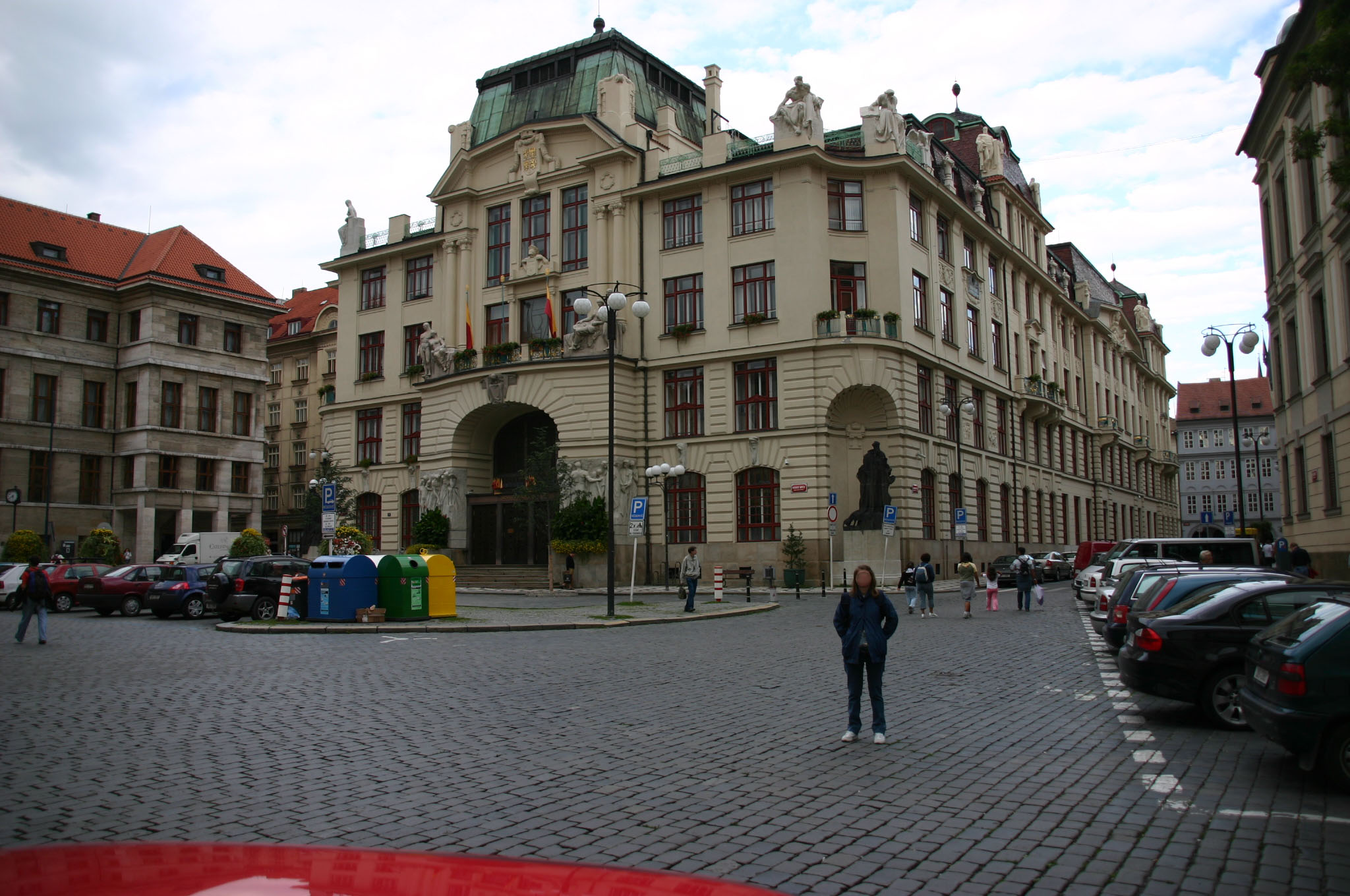

## La littérature
- Umělecké památky Prahy (Nové Město), Růžena Baťková, le milieu Universitaire 1998, Architektonický obzor (roč. 11, rok 1912)
- Jaroslava Staňková, Jiří Štursa, Svatopluk Voděra: Pražská architektura : významné stavby jedenácti století, Praha, 1991,  (ISBN 80-900209-6-8)